# Tabor (Pieniny)

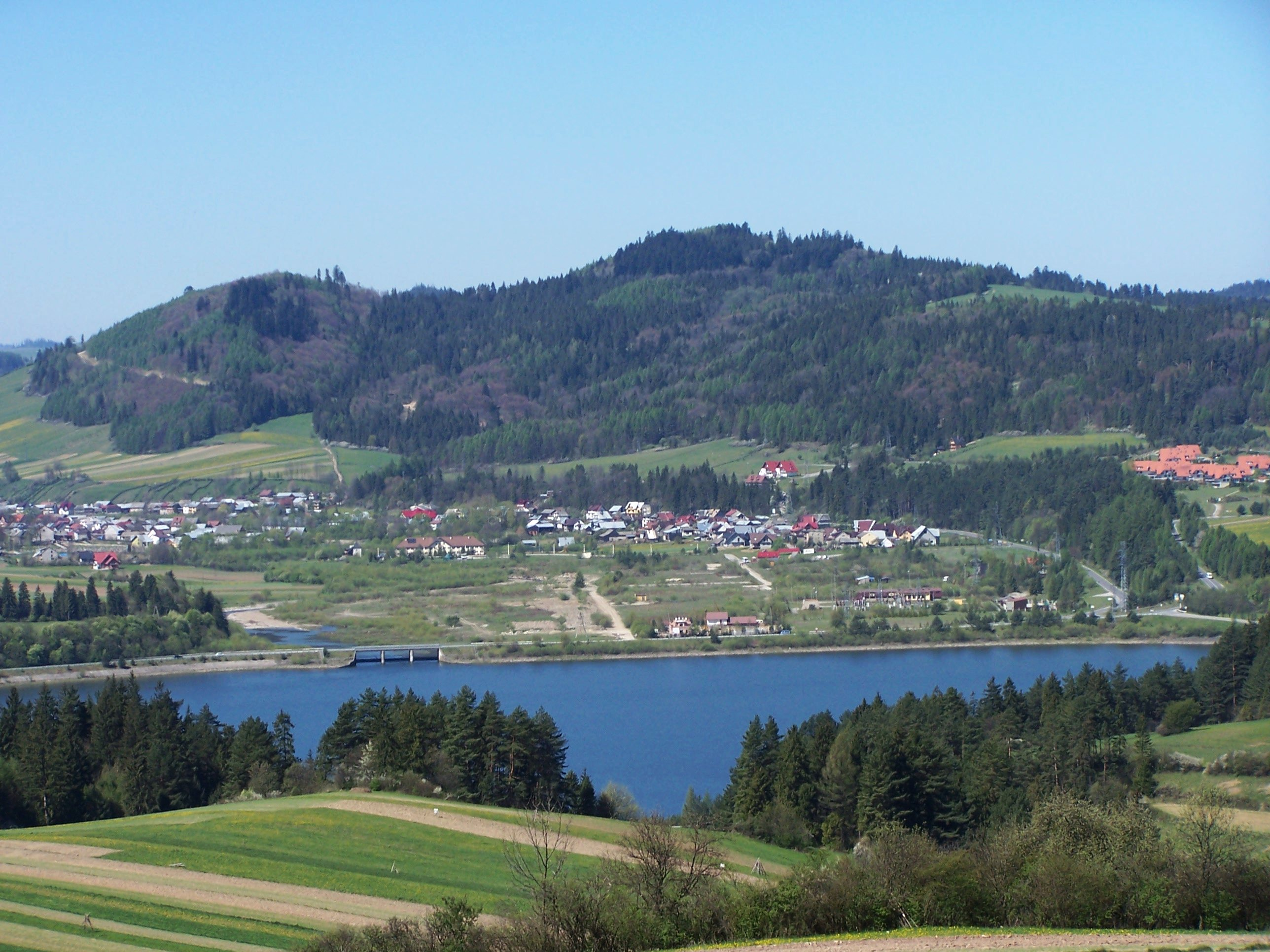
Od lewej: Hombark, Cisówka i Tabor. W dole Niedzica i Jezioro Sromowskie

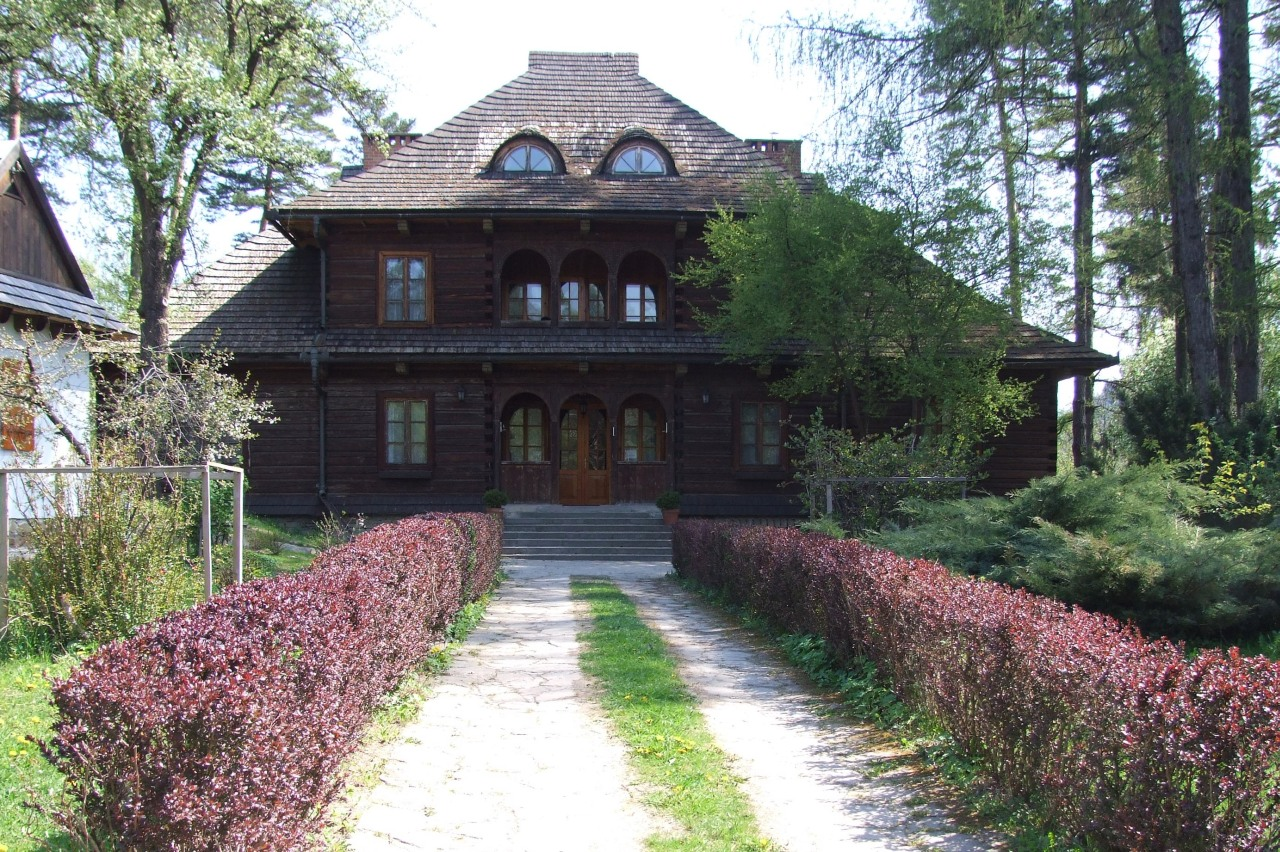
Budynek dawnej celnicy

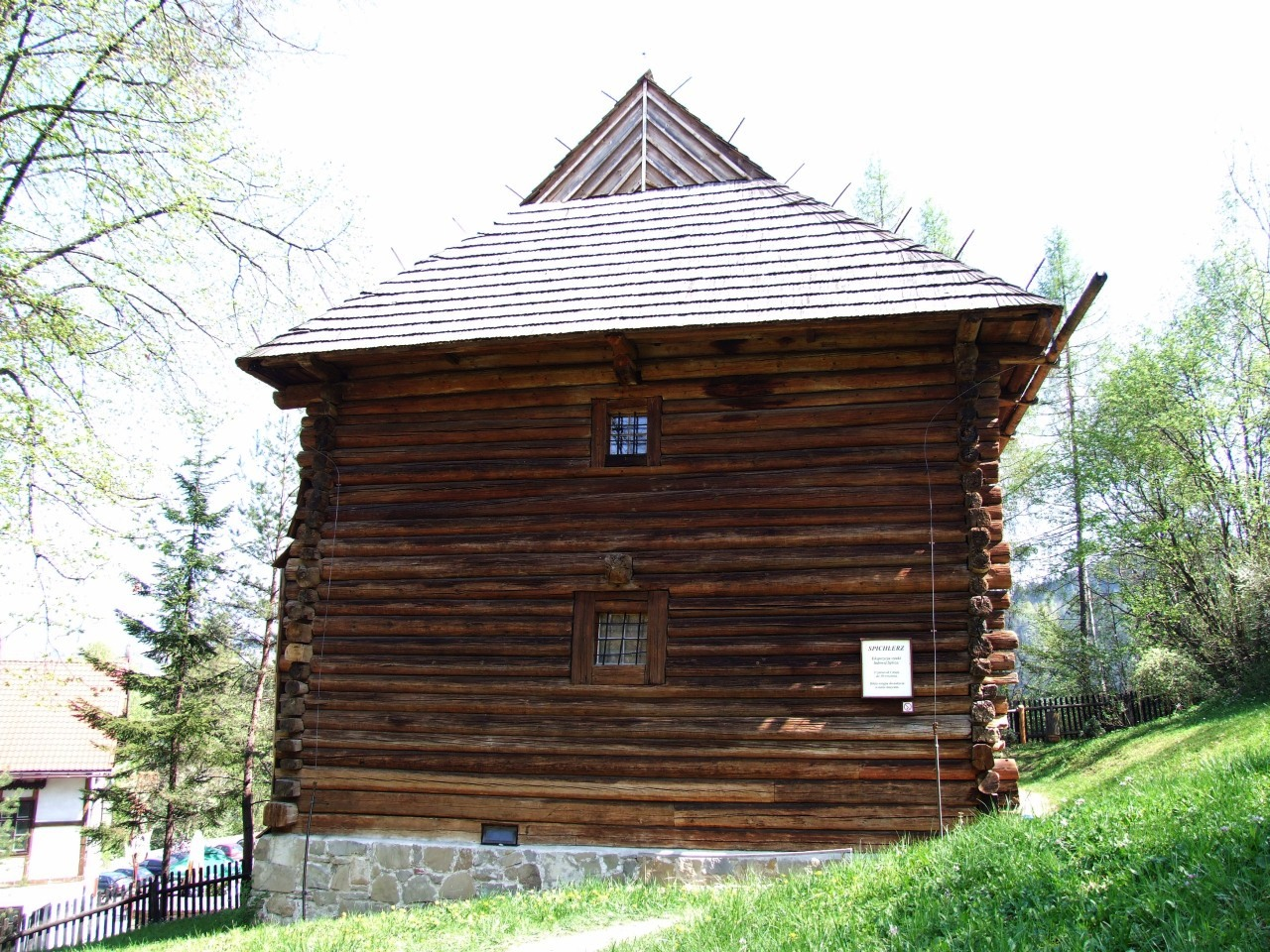
Zabytkowy spichlerz

Tabor – długi wschodni grzbiet Pienin Spiskich, opadający od szczytu Cisówki do doliny Dunajca (obecnie do Zbiornika Czorsztyńskiego i Sromowskiego). Znajduje się w miejscowości Niedzica w województwie małopolskim, w powiecie nowotarskim, w gminie Łapsze Niżne. Na wschodnim skalnym cyplu Taboru znajduje się zamek w Niedzicy. Nazwa grzbietu pochodzi od taborytów (odłam husytów), którzy w XV wieku oblegali zamek w Niedzicy i na tym grzbiecie ponad zamkiem założyli swój obóz. Od nazwy tego grzbietu z kolei pochodzi nazwa Osiedla Pod Taborem położonego w dolinie Niedziczanki, na południowych stokach Taboru.
Tabor jest w dużym stopniu bezleśny, znajdują się na nim łąki i duża polana Cisówka. Rozciągają się stąd szerokie widoki na Pieniny, Pasmo Lubania i Zamagurze. W kierunku zachodnim widoczny jest zalesiony Hombark Niedzicki i szczyt Cisówki. Na stokach północnych znajduje się wapienna Biała Skała. W dolnej części stoków południowych, powyżej Osiedla Pod Taborem, znajduje się użytek ekologiczny dla stanowiska ślimaka poczwarówki górskiej.
Dolna część Taboru, powyżej zamku w Niedzicy jest zabudowana, administracyjnie należy do miejscowości Niedzica. Znajduje się tutaj piętrowy spichlerz z murowaną piwnicą z XVIII w., będący jedynym tego typu obiektem na całym Podtatrzu. W spichlerzu czynna jest wystawa „Sztuka Ludowa Spisza”. Powyżej spichlerza ładny, stylowy, wybudowany z drewnianych bali budynek dawnej strażnicy celnej, z mansardowym dachem krytym gontami. Po wybudowaniu Zapory w Czorsztynie – Niedzicy celnica została przeniesiona na inne miejsce, a dawny jej budynek wynajmuje Stowarzyszenie Historyków Sztuki. Nieco wyżej cały kompleks domków Wojskowego Domu Wypoczynkowego.
Na Taborze znajduje się też skała Groby i prywatny cmentarz Salamonów, ostatnich baronów na zamku w Niedzicy.

## Szlaki turystyki pieszej, rowerowej i konnej
– czerwony od zamku w Niedzicy przez Cisówkę na przełęcz Przesła. Jest to pierwsza część szlaku z Niedzicy do Dursztyna.